# Pitkäjärvi (Jukkasjärvi socken, Lappland, 750797-176565)
Pitkäjärvi är en sjö i Kiruna kommun i Lappland och ingår i Torneälvens huvudavrinningsområde.